# Prefectura de Lobaye
Lobaye es una de las 14 prefecturas de la República Centroafricana. Está situada en el sur del país, junto con la República del Congo y la República Democrática del Congo. Su capital es Mbaïki. Linda con las prefecturas de Mambéré-Kadéï al noroeste, Sangha-Mbaéré al oeste, y Ombella-M'Poko al este y norte.
Además de Mbaïki, también son importantes las ciudades de Boda, en el norte de la prefectura, y Mongoumba, a orillas del río Ubangui.
Lobaye recibe el nombre del río que la atraviesa por el sur y este de la región: el río Lobaye.
En Lobaye, los productores de café en la actualidad tienen muchas dificultades y en ocasiones están obligados al abandono de sus campos de café por otros cultivos. La mayoría de los hijos de los productores no van al colegio; algunos mueren por falta de recursos para procurarse los cuidados médicos necesarios. Las hijas están obligadas a prostituirse y es así como se explica que la República Centroafricana está a la cabeza de los países de África Central en porcentaje de la población contagiada por el sida.
En esta prefectura, los negros tienen como costumbre extraer todos los incisivos superiores, y en ocasiones también los inferiores.
Uno de los lobayos más ilustres es David Dacko, que fue presidente de la República desde 1960 hasta 1965, y desde 1979 hasta 1981.
- Datos: Q821037